# 3029 Sanders
3029 Sanders (1981 EA8) là một tiểu hành tinh vành đai chính được phát hiện ngày 1 tháng 3 năm 1981 bởi S. J. Bus ở Siding Spring.